# O.Z.E.B.I.

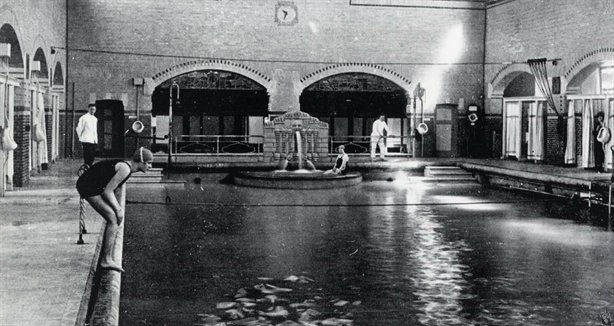
De grote hal met het zwembassin in 1928.

O.Z.E.B.I., ook wel Ozebi, was in de 20e eeuw een zwem- en badgelegenheid in de Nederlandse stad Utrecht.
De gelegenheid werd rond 1918 in de wijk Wittevrouwen aan het begin van de Biltstraat gebouwd naar ontwerp van J. Ingenohl. Deze architect ontwierp al eerder in Amsterdam een soortgelijk bouwwerk. De naam O.Z.E.B.I. ontstond als acroniem voor eerste Overdekte Zwem- en Bad-Inrichting. Hoewel al iets eerder in gebruik, werd op 17 maart 1919 O.Z.E.B.I. geopend. Het bouwwerk werd vanwege diens teruggetrokken ligging langs de rooilijn van de Biltstraat aan de buitenzijde sober uitgevoerd. Het interieur werd rijkelijker toebedeeld. Binnen het gebouw bevonden zich onder andere een grote hal met zwembassin, een badhuis en een pierenbad. Onder meer de waterpoloërs van UZC vonden er al in de beginperiode onderdak en het bood plaats aan zwemlessen en zwemwedstrijden.
In 1962 besloot de gemeente Utrecht om het hele gebouw over te nemen van de NV O.Z.E.B.I. In november 1985 werd besloten om O.Z.E.B.I. wegens te hoge exploitatiekosten te sluiten. De stichting Comité Houdt Ozebi Open protesteerde daartegen met een 19 uren durende marathon. Na de definitieve sluiting in 1987 werd O.Z.E.B.I. verbouwd. Het kreeg een nieuwe bestemming als snooker- en poolcentrum onder dezelfde naam. Het werd op 16 maart 1990 heropend door wethouder Pot. Het gebouw is een gemeentelijk monument en het oorspronkelijke interieur is nog vrij gaaf.